# Wopung
Wopung (nepalski: ओपुङ) – gaun wikas samiti we wschodniej części Nepalu w strefie Sagarmatha w dystrykcie Khotang. Według nepalskiego spisu powszechnego z 2001 roku liczył on 486 gospodarstw domowych i 2941 mieszkańców (1436 kobiet i 1505 mężczyzn).